# Exorbaetta metanira
Exorbaetta metanira is een vlinder uit de familie van de Lycaenidae. De wetenschappelijke naam van de soort werd in 1867 gepubliceerd door Hewitson.